# Хорді Томпсон
Хорді Едуардо Томпсон Давіла (ісп. Jordhy Eduardo Thompson Dávila, нар. 10 серпня 2004, Антофагаста, Чилі) — чилійський футболіст, нападник російського клубу «Оренбург».

## Ігрова кар'єра

### Клубна
Хорді Томпсон є вихованцем столичного клубу «Коло-Коло». Дебютну гру на професійному рівні Томпсон провів 1 травня 2021 року у чемпіонаті Чилі.
У січні 2024 року футболіст на правах оренди приєднався до російського клубу Прем'єр-ліги «Оренбург». Першу гру в РПЛ Томпсон провів 2 березня у Москві проти ЦСКА.
У червні 2024 року стало відомо, що «Оренбург» викупив контракт Томпсона і договір вступає в дію з 1 липня 2024 року.

### Збірна
З 2021 року Хорді Томпсон є гравцем молодіжної збірної Чилі.

## Титули
Коло-Коло
 Чемпіон Чилі: 2022
 Переможець Кубка Чилі: 2021